# Роздільське (заповідне урочище)
Розді́льське — заповідне урочище в Україні. Розташоване в межах Стрийського району Львівської області, на схід від села Дуброва.
Площа 171,6 га. Оголошено згідно з рішенням Львівської облради від 9.10.1984 року № 495. Перебуває у віданні ДП «Стрийський лісгосп» (Роздільське л-во, кв. 22, кв. 23, кв. 26, кв. 28).
Під охороною — частина лісового масиву з мальовничими ландшафтами Стільського Горбогір'я (південна частина Львівського Опілля). Зростають високопродуктивні насадження бука лісового природного походження.

## Світлини

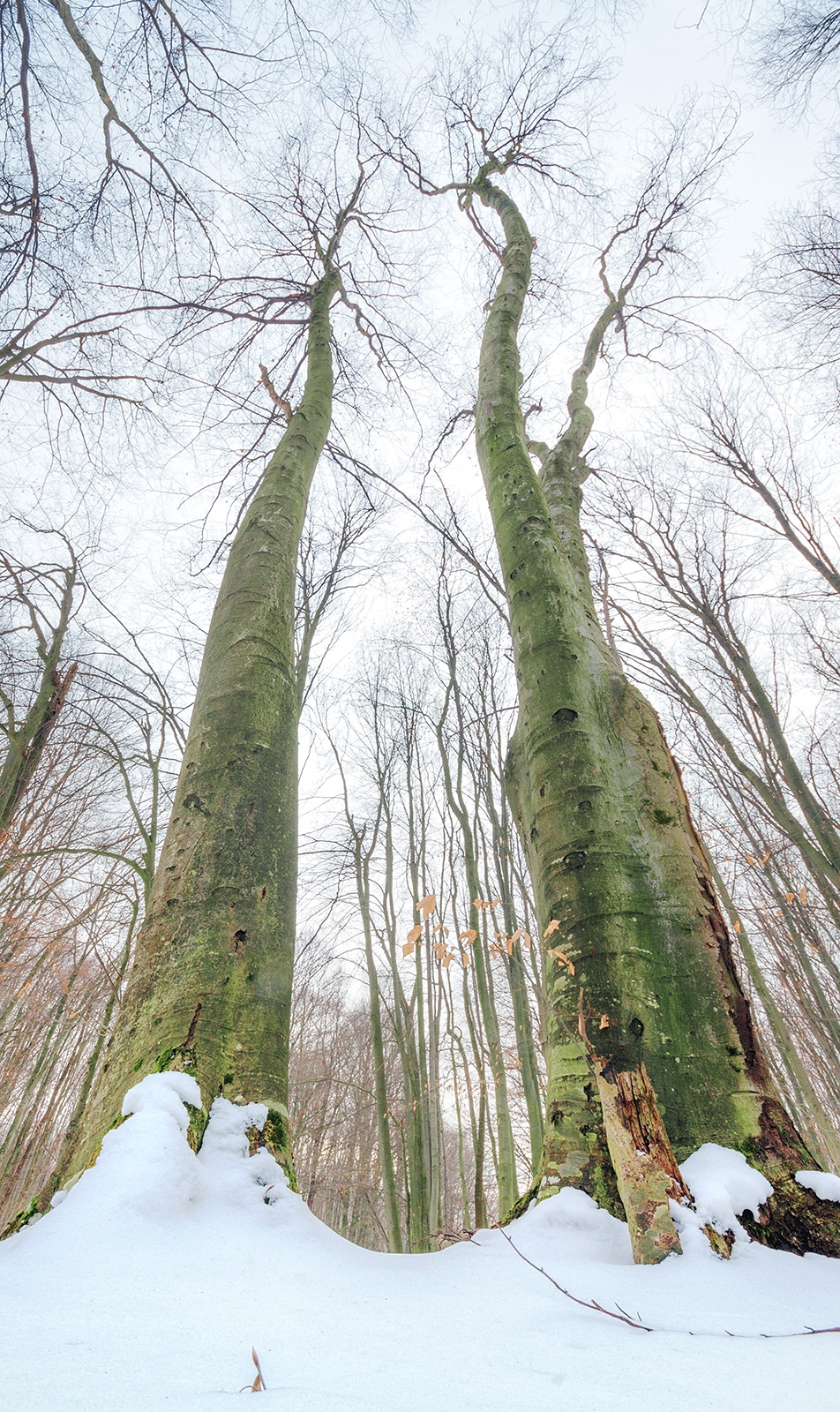
Буки
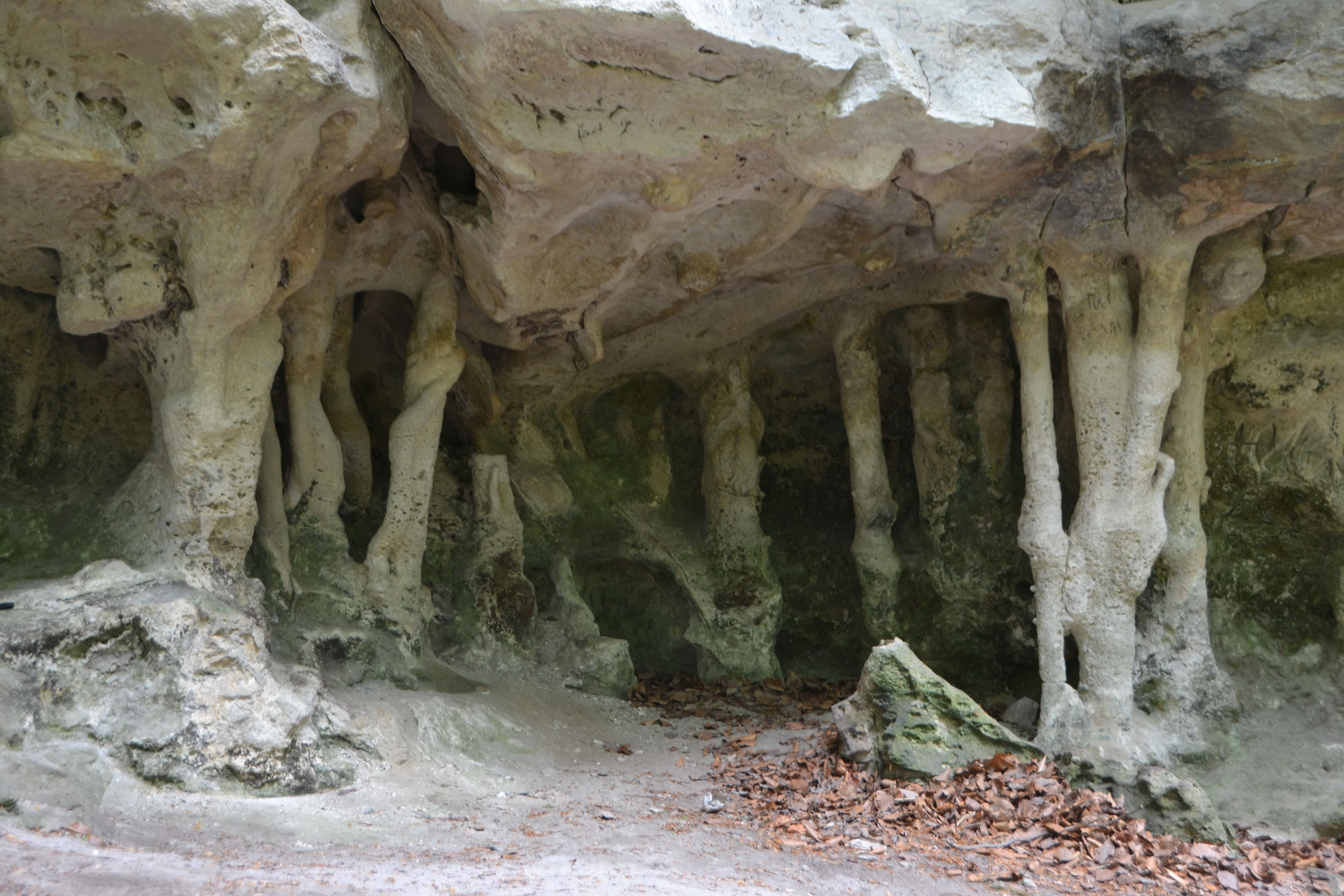
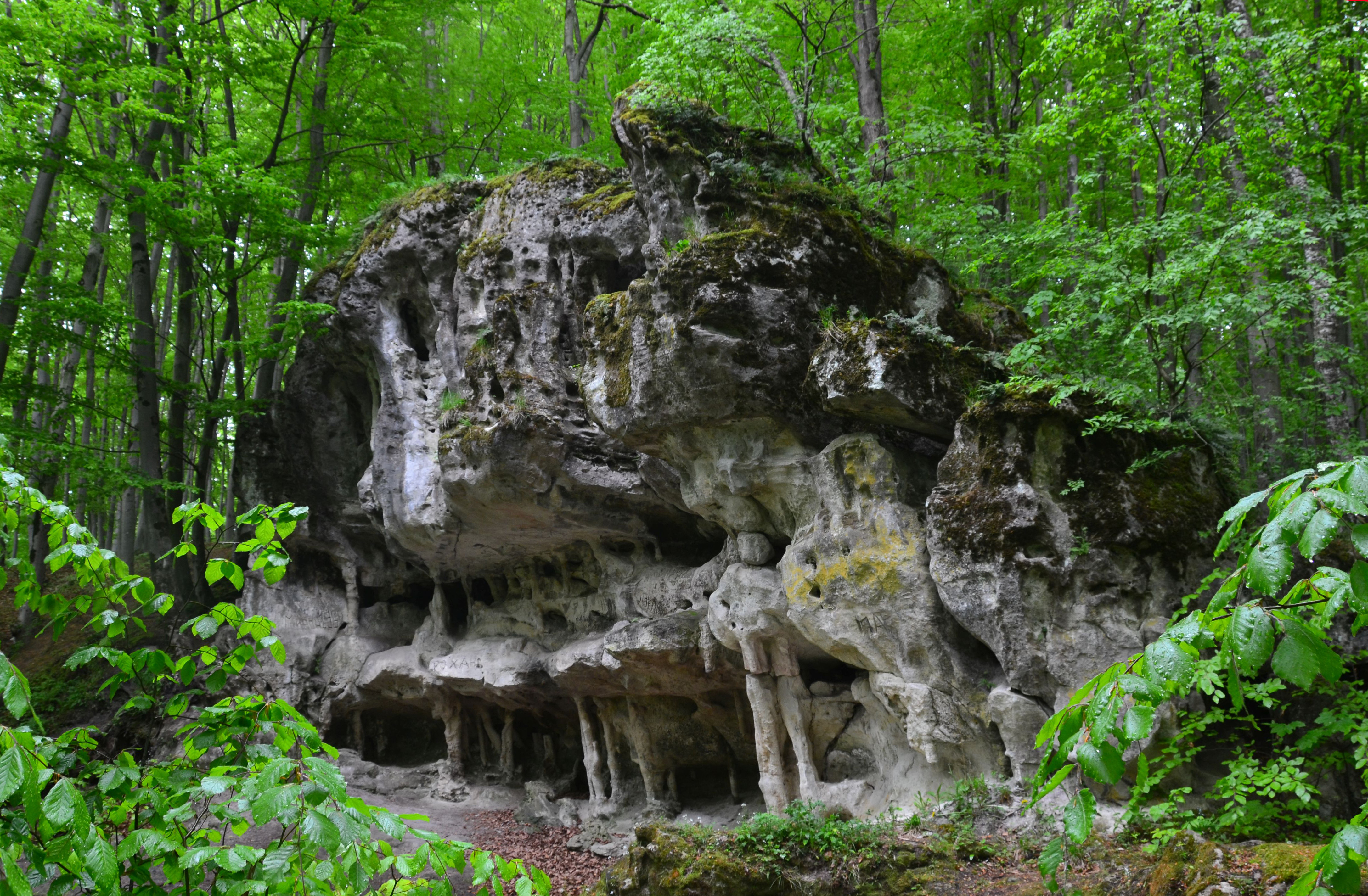
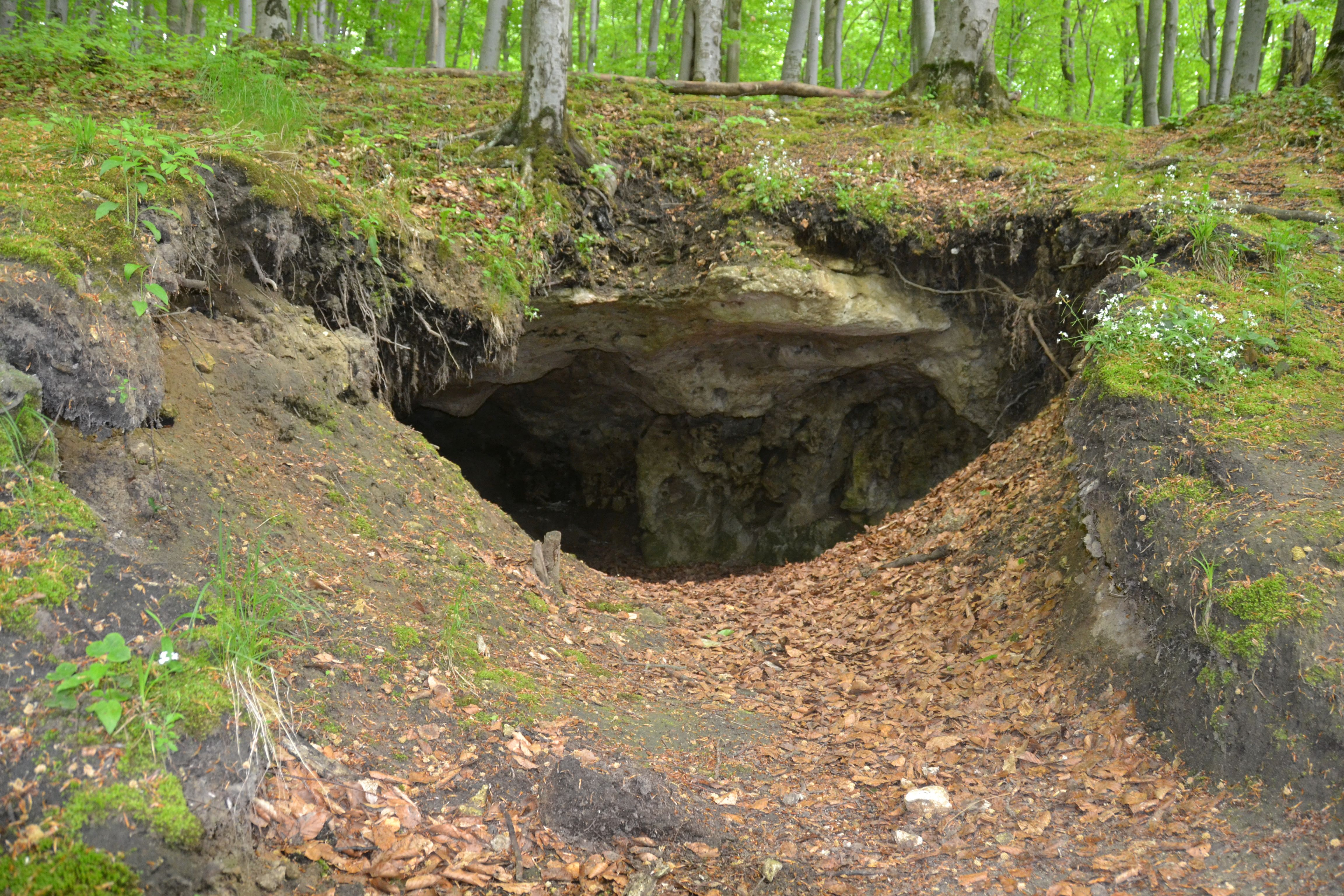